# WHATWG
WHATWG (Web Hypertext Application Technology Working Group, с англ. — «Рабочая группа по технологиям гипертекстовых веб-приложений») — сообщество специалистов по HTML и API, необходимым для веб-приложений, занимающееся развитием этих технологий и разработкой стандартов для них.
WHATWG была основана в 2004 году сотрудниками компаний — производителей браузеров: Apple, Mozilla Foundation и Opera Software (в лице Яна Хиксона, на следующий год перешедшего в Google). В настоящий момент рабочая группа по-прежнему опирается на сообщество, а также на документы и политики, разработанные для WHATWG нынешними доминирующими производителями браузеров — Apple, Google, Microsoft и Mozilla; четверо представителей этих четырёх организаций составляют руководящую группу WHATWG.
WHATWG разрабатывает стандарты для HTML, DOM, интерфейсов для получения ресурсов (стандарт Fetch), полноэкранного режима работы браузера и т. д. Спецификации WHATWG имеют статус «живых стандартов» (англ. Living Standard) — в спецификации постоянно вносятся правки и добавления. Документы WHATWG публикуются на условиях лицензии CC BY 4.0.

## Роль в разработке стандартов и взаимодействие с W3C
До WHATWG единственной авторитетной организацией, вырабатывавшей стандарты для веба, был W3C; в нём состоят сотни компаний, включая и связанные с WHATWG. Основатели WHATWG сочли, что W3C не учитывает в своей работе реальные потребности веб-разработчиков, в частности, что W3C слишком сосредоточился на XHTML вместо дальнейшего развития HTML. Поскольку WHATWG руководят представители производителей браузеров, которые в реальности занимаются реализацией стандартов в своих продуктах, влияние новой рабочей группы оказалось как минимум сопоставимо с влиянием W3C.
В 2000-х годах W3C и WHATWG совместно работали над HTML5, но дальнейшее развитие стандарта HTML организации стали осуществлять уже независимо. Сотрудничество между организациями постепенно становилось всё менее эффективным.
В 2018 году W3C планировал принять очередную версию стандарта для DOM, которая была напрямую несовместима со стандартом WHATWG в некоторых аспектах. Представители WHATWG высказали возражения против принятия этой версии стандарта и указали, что производители браузеров будут следовать стандарту, разработанному ими — стандарту WHATWG. В итоге новый стандарт W3C не был принят.
Чтобы избежать появления двух конкурирующих, взаимно противоречивых стандартов, W3C и WHATWG договорились о новом формате совместной работы. А именно, согласно подписанному обеими организациями в 2019 году меморандуму, ведущая роль в работе над стандартами HTML и DOM принадлежит WHATWG, а W3C приглашает своих членов участвовать в работе WHATWG и утверждает стандарты WHATWG как свои официальные рекомендации.